# Balzac-díj
A Balzac-nagydíj (franciául: Grand Prix Balzac) egy francia irodalmi díj, amelyet Bernard Grasset alapított 1921-ben, és Basil Zaharoff finanszírozott egy kiadatlan kézirat jutalmazására. A díjat mindössze két évben osztották ki, majd egy vitát és a zsűri egy részének lemondását követően megszűnt.

## Az elbírálók
A zsűri elnöke Paul Bourget volt, tagjai Maurice Barrès, Elémir Bourges, Jean de Pierrefeu, René Boylesve, Henri Duvernois, Léon Lafage, Léon Daudet, Georges Duhamel, Fortunat Strowski, Daniel Halévy, Gaston Chérau, Henry Bidou, Edmond Jaloux és Marcel Boulenger. Az alapítvány 20 000 frankkal finanszírozott egy kiadatlan kéziratot, amelyet Bernard Grasset kiadójánál kívántak megjelentetni.

## Története
Egy Balzac-nagydíj (Grand Prix Balzac) már 1901-ben létezett, a Société des gens de lettres ítélte oda, 2000 frankos jutalmat adva egy vagy több alkotásnak.
Az „új” Balzac-nagydíj létrehozása 1919 elejére nyúlik vissza: Basil Zaharoff fegyverkereskedő, aki köztudottan a Pierre Lafitte kiadó pénzügyi partnere volt, tudatta, hogy irodalmi díjat szeretne adományozni, és felvette a kapcsolatot Paul Bourget-vel.
1922 elején az új díj élénk vitát váltott ki az irodalmi sajtóban. A Grasset kiadójával való közzététel kötelezettsége vitatható, mert akkor „Grasset-díjnak" nevezték volna. Február 3-án a Cercle de la librairie-ben kiadói találkozót tartottak, és Bernard Grasset végül beleegyezett, hogy a győztes választhassa meg a kiadóját. Három kiadó, nevezetesen Albin Michel, Gallimard és Émile-Paul Frères azonban kijelentették, hogy nem járulnak hozzá a díjnyertes kézirat közzétételéhez. Február 6-i ülésén a Société des gens de lettres nehezményezte a díj elnevezését és fellépett a „kereskedelmi reklámozás jegyében” odaítélt díj ellen. Márciusban módosult az alapszabály: „a nyertest a Balzac-nagydíjat elismerő kiadók tehetik közzé, és amelyek vállalják, hogy a nyertesnek a Grasset által felajánlott feltételeket biztosítják”. Listát készítettek azokról a kiadókról, akik elfogadták ezt az elvet, ezen szerepelt Calmann-Lévy, Georges Crès, Arthème Fayard, Gaston Gallimard, Gautier-Languereau, Bernard Grasset, Alphonse Lemerre, Le Mercure de France, Albin Michel, Fernand Nathan, Paul Ollendorff, Perrin et Plon. Eugène Fasquelle nem volt hajlandó aláírni. Áprilisban Alfred Vallette ismét fenntartásait fejezte ki a díjjal kapcsolatban. A tervek szerint június elején adták volna át, de a versenyzők száma miatt csak október végén került sor erre. A nyertesek műveit végül Grasset adta ki.
1943 júniusában a Henry Jamet által irányított Éditions Balzac (amely az együttműködési részeként átvette az Éditions Calmann-Lévyt) újabb Balzac-nagydíjat alapított, azonban ezt csak egyszer, 1944 áprilisában ítélték meg. Balzak-díjakat (Prix Balzac) alapítottak 1971-ben és 2021-ben is.

## Díjazottak
- 1922 :
  - Émile Baumann: Job le prédestiné (Grasset)[6]
  - Jean Giraudoux: Siegfried et le Limousin (Grasset)[7]

- 1924 :
  - Pierre Dominique: Notre-Dame de la sagesse (Grasset)
  - Paule Régnier: La Vivante Paix (Grasset)[8]
  - André Thérive: Le Plus Grand Péché (Grasset)[9]

## Fordítás
- Ez a szócikk részben vagy egészben  a   Grand Prix Balzac című francia Wikipédia-szócikk ezen változatának fordításán alapul.  Az eredeti cikk szerkesztőit annak laptörténete sorolja fel. Ez a jelzés csupán a megfogalmazás eredetét és a szerzői jogokat jelzi, nem szolgál a cikkben szereplő információk forrásmegjelöléseként.